# Stazione di Bosconero
La stazione di Bosconero è una stazione ferroviaria posta sulla ferrovia Canavesana. Serve il centro abitato di Bosconero, nella città metropolitana di Torino.
Precedemente gestita dal Gruppo Torinese Trasporti (GTT), dal 1 gennaio 2024 è gestita da Rete Ferroviaria Italiana (RFI).

## Movimento
La stazione è servita da treni regionali in servizio sulla relazione denominata linea 1 del Servizio Ferroviario Metropolitano di Torino, operati da Trenitalia nell'ambito del contratto di servizio stipulato con la Regione Piemonte.